# Liane Zimbler
Liane Zimbler est une architecte d'intérieur américaine née Juliane Angela Fischer le 31 mai 1892 à Přerov (à l'époque en Autriche-Hongrie, actuellement en République tchèque) et morte le 11 novembre 1987 à Los Angeles.

## Biographie
Liane Zimbler naît Juliane Angela Fischer à Přerov le 31 mai 1892.
Elle est architecte d'intérieur.
Elle meurt à Los Angeles le 11 novembre 1987.